# ناتسوهيكو واتانابي
ناتسوهيكو واتانابي (باليابانية: 渡辺夏彦) هو لاعب كرة قدم ياباني في مركز الهجوم، ولد في 26 يونيو 1995 في طوكيو في اليابان. لعب مع نادي آلن.

## وصلات خارجية
- ناتسوهيكو واتانابي على موقع رابطة كرة القدم اليابانية للمحترفين (اليابانية)
- ناتسوهيكو واتانابي على موقع قاعدة بيانات كرة القدم.إي يو (الإنجليزية)
- ناتسوهيكو واتانابي على موقع Soccerway.com (الإنجليزية)
- ناتسوهيكو واتانابي على موقع عالم كرة القدم.نت (الإنجليزية)